# Pelidnota fallax
Pelidnota fallax är en skalbaggsart som beskrevs av Johannes von Nepomuk Franz Xaver Gistel 1857. Pelidnota fallax ingår i släktet Pelidnota och familjen Rutelidae. Inga underarter finns listade i Catalogue of Life.